# حساب‌های ملی
حساب‌های ملی (انگلیسی: National accounts) یا سیستم حسابداری ملی، به پیاده‌سازی تکنیک‌های جامع و سازگار حسابداری گفته می‌شود؛ که در راستای اندازه‌گیری و محاسبه فعالیت‌های اقتصادی ملی کشورها مورد استفاده قرار می‌گیرد. در این روش بر حسابداری دوطرفه تأکید می‌شود.

## حساب‌های اقماری
حساب‌های اقماری چهارچوبی فراهم می‌کنند که حساب‌های اصلی در حساب‌های ملی در یک شاخه یا حوزه از زندگی اقتصادی و اجتماعی متمرکز شود. از جمله معروف‌ترین حساب‌های اقماری، حساب اقماری گردشگری، محیط زیست و خدمات خانگی بی‌مزد است. برای مثال مطابق محاسبات یک پژوهش که توسط پژوهشکدهٔ پولی و بانکی بانک مرکزی انجام شده است، نسبت کار خانگی به تولید ناخالص داخلی به ۳۰٪ نیز می‌رسیده است.